# Citizens' Stamp Advisory Committee
Au sein de l'United States Postal Service, le Citizens' Stamp Advisory Committee (CSAC) est une commission chargée d'évaluer et de sélectionner les sujets potentiels qui vont figurer sur les timbres-poste, les entiers postaux et les cartes postales pré-affranchies émis aux États-Unis.

## Mission
Aux États-Unis, la grande majorité des sujets figurant sur les timbres-poste sont proposés par le public. Le CSAC est créé en 1957 pour étudier les milliers de demandes soumises chaque année. La commission évalue les sujets pour déterminer leur intérêt réel pour la population.
Avant 1957, on pensait que les milieux politiques jouaient un trop grand rôle dans ces choix, aboutissant à la création du CSAC.
Bien que la commission affirme donner à chaque proposition la même considération qu'aux autres, le grand nombre de celles-ci fait penser qu'une suggestion d'un seul citoyen a peu de chance d'être finalement choisie. Des campagnes de lobbying, d'envois de lettres-types, de pétitions et la recherche de soutien de personnalités politiques sont souvent employés.

## Membres et travaux
Le CSAC est composé de douze à quinze membres nommés par le Postmaster General, le président de l'US Postal Service. Ils représentent les milieux éducatifs, artistiques, historiens et les milieux de la création graphique. Ils se réunissent quatre fois par an.
À chaque réunion, toutes les propositions reçues depuis la réunion précédente. Si une d'entre elles ne va pas à l'encontre des critères de sélection, une évaluation de faisabilité est lancée et présentée à la réunion suivante. Le CSAC émet alors pour les sujets choisis un avis consultatif que le Postmaster General accepte ou pas.
Une fois les sujets du programme philatélique choisis, le CSAC assure le suivi des dessins et projets proposés pour l'impression du timbre ou de l'entier postal. Ce processus étant long, le public doit envoyer ses propositions trois ans avant la date d'émission suggérée.

## Critères de sélection
Le CSAC évalue un sujet d'après ces critères :
- les sujets doivent être intéressant et/ou éducatif,
- ils doivent avoir une signification ou un intérêt national,
- les sujets sur les États-Unis ou liés aux États-Unis sont préférés avant tout autre,
- une personnalité ne peut pas être représentée avant le dixième anniversaire de sa mort, et seulement pour l'anniversaire de leur naissance,
- les événements historiques et les anniversaires de création des États fédérés sont considérés comme sujets seulement pour leurs anniversaires multiples de 50 ans.

Plusieurs types de sujets sont inéligibles pour figurer sur les timbres-poste des États-Unis :
- les fraternités et les organisations politiques, sectaires, de service et charitable,
- toute division administrative plus petite que l'État fédéré (comprendre les comtés et les villes),
- les entreprises et productions commerciales. Exceptionnellement, ils peuvent être utilisés s'ils illustrent une tendance culturelle importante,
- les écoles primaires et secondaires. Les universités et autres établissements de l'enseignement supérieurs peuvent être représentés sur les cartes postales pré-timbrées seulement pour le 200e anniversaire de leur fondation,
- les hôpitaux et les bibliothèques,
- les institutions religieuses et les personnalités dont la célébrité est avant tout liée à la religion,
- les sujets qui ont déjà été illustrés au cours des cinquante dernières années, sauf les symboles nationaux et les fêtes nationales.